# Ломелозия
Ломелозия (лат. Lomelosia) — род травянистых растений подсемейства Ворсянковые (Dipsacoideae) семейства Жимолостные (Caprifoliaceae).

## Ботаническое описание
Однолетние, двулетние или многолетние травянистые растения. Листья перистонадрезанные или перисторассечённые, редко цельные.
Цветки собраны в полушаровидные или яйцевидные, головкообразные соцветия. Обёртка травянистая, из 1-2 рядов листочков. Прицветники продолговатые или линейные. Покрывальце колокольчатое, с колокольчатой или почти колесовидной короной. Чашечка блюдцевидная, с 5 длинными зубцами. Венчик пятилопастный.

## Виды
Род включает 61 вид: